# Haley Glacier
Haley Glacier är en glaciär i Antarktis. Den ligger i Västantarktis. Argentina, Chile och Storbritannien gör anspråk på området. Haley Glacier ligger 750 meter över havet.
Terrängen runt Haley Glacier är varierad.  Trakten är obefolkad. Det finns inga samhällen i närheten.